# Grzegorz Celejewski
Grzegorz „Celej” Celejewski (ur. 21 marca 1980 w Gliwicach) – polski gitarzysta, współzałożyciel zespołu Heretique, w którym występuje nieprzerwanie od 2007 roku. W 2010 zastąpił Filipa Włodarskiego w Stay Heavy. W latach 2001 – 2004 był członkiem gliwickiego zespołu Mortuary.

## Instrumentarium
Muzyk jest oficjalnym endorserem firmy MG Amplification
Gitary
- Dean Michael Amott Tyrant X
- Gibson Flying-V

Wzmacniacze i kolumny głośnikowe
- MG Raven
- Marshall JCM 800 Lead Series Head

Efekty
- TC Electronic

Przystawki gitarowe
- Merlin Pickups Hellfire
- Merlin Pickups Sabotage

## Dyskografia
- Mortuary – His Majesty Return (demo, 2002)
- Mortuary – Satanicum Liturgy Misticum (EP, 2003)
- Stay Heavy – R.I.S. (EP, 2011)